# Bursera linanoe
Bursera linanoe là một loài thực vật có hoa trong họ Burseraceae. Loài này được (La Llave) Rzed., Calderón & Medina mô tả khoa học đầu tiên năm 2004.